# Mendes (Relizane)
Mendes (în arabă مندس) este o comună din provincia Relizane, Algeria.
Populația comunei este de 15.127 de locuitori (2008).